# Henri IV de Carinthie
Henri IV de Carinthie ou Henri IV de Sponheim (en allemand : Heinrich IV. von Spanheim), né vers  1065/1070 et mort le 14 décembre 1123, fut duc de Carinthie et margrave de Vérone  de  1122 à 1123. Il était le premier duc de la maison rhénane de Sponheim qui règnera sur la Carinthie jusqu'en 1269.

## Biographie
Henri est le fils aîné du comte Engelbert Ier de Sponheim, margrave d'Istrie (mort en 1096) et de son épouse Hedwige, fille putative du duc Bernard II de Saxe. Ses ancêtres, d'origine franconienne, ont arrivés avec l'empereur Conrad II le Salique à la Carinthie en 1035, au cours d'une expédition militaire contre le duc Adalbéron Ier d'Eppenstein.
Après la mort le 4 décembre 1122 d'Henri III de Carinthie qui était le parrain d'Henri IV et qui lui avait donné son nom, la lignée des Eppenstein se trouve éteinte. Des mains de l'empereur Henri V du Saint-Empire, Henri IV de Sponheim reçoit les titres de duc (Herzog) et de margrave mais pas les importants domaines personnels du défunt comme la « provincia Graslupp » autour de Neumarkt et Sankt Lambrecht ainsi que la région de Murau, qui échurent du comté de Friesach en Carinthie aux domaines du margrave Léopold de Styrie. Comme ses prédécesseurs, il géra des controverses avec les archevêques de Salzbourg.
Henri IV meurt à son tour, sans postérité, en décembre de l'année suivante et il a comme successeur son frère cadet Engelbert II de Sponheim.

## Source
- (de) Cet article est partiellement ou en totalité issu de l’article de Wikipédia en allemand intitulé « Heinrich IV. (Kärnten) » (voir la liste des auteurs), édition du 4 mai 2014.